# Виково (Мазовецьке воєводство)
Виково (пол. Wykowo) — село в Польщі, у гміні Слупно Плоцького повіту Мазовецького воєводства.
Населення — 384 особи (2011).
У 1975-1998 роках село належало до Плоцького воєводства.

## Демографія
Демографічна структура станом на 31 березня 2011 року:
|          | Загалом | Допрацездатний вік | Працездатний вік | Постпрацездатний вік |
| -------- | ------- | ------------------ | ---------------- | -------------------- |
| Чоловіки | 192     | 28                 | 145              | 19                   |
| Жінки    | 192     | 29                 | 124              | 39                   |
| Разом    | 384     | 57                 | 269              | 58                   |